# Estación Curtiduría
Curtiduría es una estación de ferrocarril que se ubica en la comuna chilena de Pencahue en la Región del Maule. Esta estación es de detención del ramal Talca - Constitución, de trocha métrica (1000 m). El servicio de pasajeros, actualmente Tren Talca-Constitución, a principios de la década de 1990 corría con automotores Schindler. Posteriormente se han ocupado automotores Ferrostaal, hasta la fecha de hoy. Los busescarril Ferrostaal generalmente llevan una composición de un coche motor (ADIt) y un remolque (AIt).

## Historia
Su nombre se atribuye principalmente a la existencia de curtiembres de cueros en sus alrededores, si bien esta actividad desapareció a lo largo del siglo XX y convivía con las viñas que se ubicaban en el sector. La estación fue la terminal original del primer tramo del ramal, inaugurado el 13 de agosto de 1892.
Al poniente de Curtiduría se encuentra el paradero El Peumo, desde donde partían carretas hacia los baños termales de Tanguao.

## Servicios actuales
- Tren Talca-Constitución